# Terebra armillata
Terebra armillata är en snäckart som beskrevs av Hinds 1844. Terebra armillata ingår i släktet Terebra och familjen Terebridae. Inga underarter finns listade i Catalogue of Life.